# دددندانان
دَددَندانان یا تریودونتیا (نام علمی: Theriodontia) یک کلاد از ددکمانان است که شامل سگ‌دندان‌ها، ددسران و در تعریفی گسترده‌تر زشت‌سیمایان می‌شود. منظور از نام آن‌ها این است که دندان‌هایی شبیه به حیوانات وحشی‌تر (ددها) دارند، در تضاد با گروه‌هایی که دارای دندان‌هایی شبیه‌تر به پستانداران هستند.
در تعاریف سنتی دددندانان جانورانی هستند که در میانه دوره پرمین به وجود آمده و در میانه دوره کرتاسه نیز منقرض شدند. اما در تعاریف جدید دددندانان شامل پستانداران نیز می‌شوند و در نتیجه نسل آن‌ها تا امروز نیز باقی‌مانده است.

## فرگشت

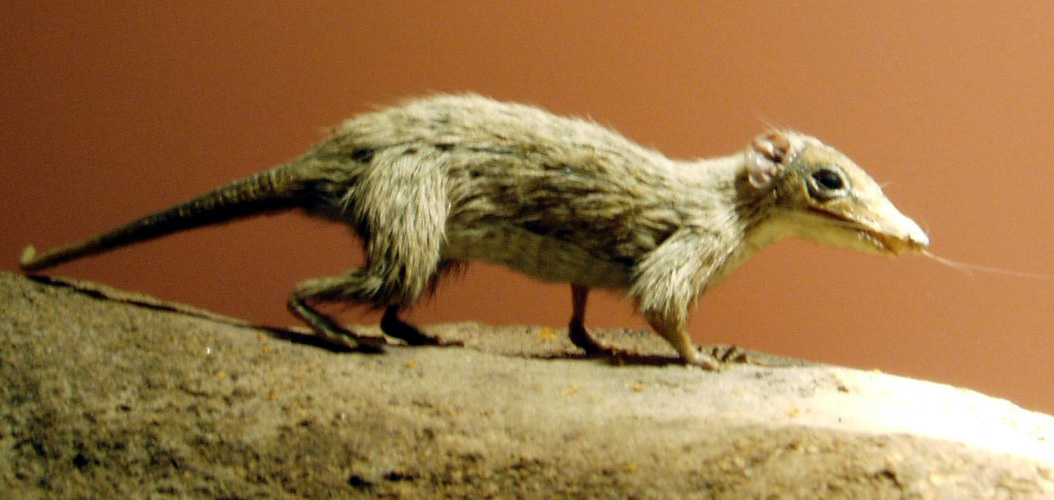
مگازوسترودون پستاندارریختی اولیه متعلق به دوره تریاس

دددندانان آغازین که در دوره پرمین فرگشت یافتند نسبت به جانوران پیش از خود از جمله داینوسفالیان به پستانداران شباهت بیشتری داشتند و احتمالاً مانند پستانداران جانورانی خون‌گرم بودند. نخستین دددندانان گوشت‌خوار بودند ولی برخی از آن‌ها در طول دوره تریاس رژیم غذایی خود را به گیاه‌خواری و همه‌چیزخواری تغییر دادند. دندان‌های تریودونت‌ها در مقایسه با سایر ددکمانان تکامل یافته‌تر بود و به آن‌ها امکان جویدن بهتر مواد غذایی را می‌داد. همچنین چند استخوان که در فک پایین آرواره خزندگان و هم‌کمانان اولیه یافت می‌شود در دددندانان به درون گوش رفت و به شکل استخوان‌های رکابی، سندانی و چکشی درآمد که این موضوع باعث تقویت قدرت شنوایی و نیز آزادی بیشتر دهان برای باز و بسته شدن شد. این مزیت‌ها باعث شد که دددندان‌ها که با وجود تجربه سه رویداد انقراض بزرگ تا به امروز همچنان بتوانند به بقای خود ادامه دهند و موفق‌ترین گروه هم‌کمانان باشند.